# Brunswick County (North Carolina)
Brunswick County ist ein County im Bundesstaat North Carolina der Vereinigten Staaten. Der Verwaltungssitz (County Seat) ist Bolivia.

## Geographie
Das County liegt im äußersten Südosten von North Carolina, grenzt an den Atlantik, im Nordwesten an South Carolina und hat eine Fläche von 2720 Quadratkilometern, wovon 506 Quadratkilometer Wasserfläche sind. Es grenzt im Uhrzeigersinn an folgende Countys: Pender County, New Hanover County und Columbus County.
Brunswick County ist aufgeteilt in sechs Townships: Lockwoods Folly, Northwest, Shallotte, Smithville, Town Creek, und Waccamaw.

## Geschichte
Brunswick County wurde am 9. März 1764 aus Teilen des Bladen County und des New Hanover County gebildet. Benannt wurde es nach Georg I., seit 1714 König von Großbritannien und Irland, in Hannover geboren als Herzog von Braunschweig-Lüneburg.

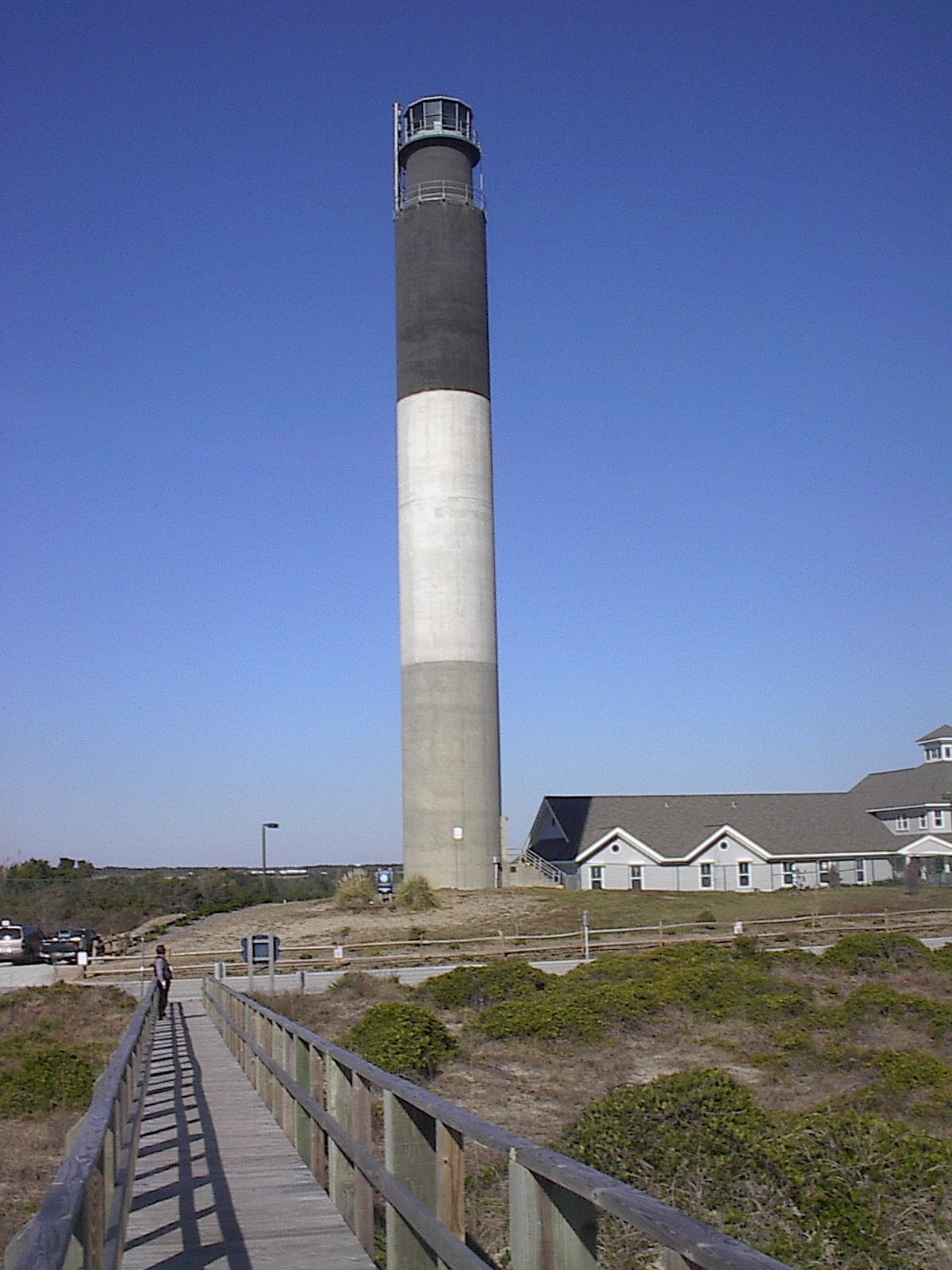
Oak Island Light (2007) ist einer von 15 Einträgen des Countys im National Register of Historic Places.

15 Bauwerke und Stätten des Countys sind insgesamt im National Register of Historic Places eingetragen (Stand 23. Februar 2018).

## Demografische Daten
Nach der Volkszählung im Jahr 2000 lebten im Brunswick County 73.143 Menschen. Davon wohnten 724 Personen in Sammelunterkünften, die anderen Einwohner lebten in 30.438 Haushalten und 22.037 Familien. Die Bevölkerungsdichte betrug 33 Einwohner pro Quadratkilometer. Ethnisch betrachtet setzte sich die Bevölkerung zusammen aus 82,30 Prozent Weißen, 14,38 Prozent Afroamerikanern, 0,68 Prozent amerikanischen Ureinwohnern, 0,27 Prozent Asiaten, 0,04 Prozent Bewohnern aus dem pazifischen Inselraum und 1,32 Prozent aus anderen ethnischen Gruppen; 1,01 Prozent stammten von zwei oder mehr Ethnien ab. 2,68 Prozent der Bevölkerung waren spanischer oder lateinamerikanischer Abstammung.
Von den 30.438 Haushalten hatten 25,7 Prozent Kinder unter 18 Jahren, die bei ihnen lebten. 58,1 Prozent davon waren verheiratete, zusammenlebende Paare, 10,2 Prozent waren allein erziehende Mütter und 27,6 Prozent waren keine Familien. 22,9 Prozent waren Singlehaushalte und in 8,6 Prozent lebten Menschen mit 65 Jahren oder älter. Die Durchschnittshaushaltsgröße betrug 2,38 und die durchschnittliche Familiengröße war 2,76 Personen.
21,2 Prozent der Bevölkerung waren unter 18 Jahre alt. 7,0 Prozent zwischen 18 und 24 Jahre, 25,7 Prozent zwischen 25 und 44 Jahre, 29,2 Prozent zwischen 45 und 64, und 16,9 Prozent waren 65 Jahre alt oder Älter. Das Durchschnittsalter betrug 42 Jahre. Auf alle weibliche Personen kamen 96,7 männliche Personen. Auf alle Frauen im Alter von 18 Jahren oder darüber kamen 94,9 Männer.
Das jährliche Durchschnittseinkommen eines Haushalts (Median) betrug 35.888 US-$, das Durchschnittseinkommen einer Familie 42.037 $. Männer hatten ein Durchschnittseinkommen von 30.138 $, Frauen 22.066 $. Das Pro-Kopf-Einkommen betrug 19.857 $. 12,6 Prozent der Bevölkerung und 9,5 Prozent der Familien lebten unterhalb der Armutsgrenze. 19,4 Prozent von ihnen sind Kinder und Jugendliche unter 18 Jahre und 8,1 Prozent sind 65 Jahre oder älter.